# Juan González Franco
El conquistador Juan González Franco, natural de Usagre (Badajoz), hijo de Francisco González Franco y de doña María Vázquez, de ascendencia hidalga, llegaba a Venezuela a finales de mayo de 1569 en la desafortunada expedición de Pedro Maraver (o Malaver) de Silva para la conquista y colonización de la Nueva Extremadura. 
Las acaloradas diatribas de don Pedro y sus caprichosas indecisiones, cansaron y desanimaron a sus hombres, y una vez que han salido de la isla de Margarita y tocan tierra firme en el fondeadero de la Borburata, los soldados que venían con él desde España, le fueron desertando y buscando acomodo lejos de la influencia de don Pedro. González Franco se obstina también, se escapa de sus filas y aparece por la ciudad de El Tocuyo.
En este asiento, se organiza una expedición repobladora y en junio de 1572 tomaba parte en la marcha que mandaba el capitán Juan de Salamanca para socorrer a la ciudad de Carora, que había sido casi despoblada por motivos de mal emplazamiento, y a la que a toda costa quería darle continuidad otro personaje de Usagre, Pedro Gordón quien había sido nombrado alcalde de aquella fracasada ciudad.
Repoblada y consolidada nuevamente la ciudad venezolana de Carora, esta vez tuvo éxito; sus refundadores hacen los mayores esfuerzos, comienza a crecer y aumentará prontamente de población; en sustitución de Pedro Gordón, Juan González Franco es nombrado alcalde en 1579, y posteriormente en 1581 lo nombrarán regidor de la ciudad caroreña que habían logrado consolidar y la encaminaban prósperamente con el esfuerzo de aquellos hombres que se empeñaron en hacerla próspera.

## Hidalgo de pura cepa
La mayoría de los descendientes de los conquistadores tenían pretensiones aristocráticas y muchos de ellos generosamente le colgaban a sus antepasados más flecos linajudos que flores había en el campo. Aunque si es verdad que entre los conquistadores que llegaron al Nuevo Mundo, algunos de ellos eran hidalgos empobrecidos y les correspondía la nobleza por sangre y distinción; sin embargo, otros también eran hidalgos pero de clases inferiores, como los de bragueta, o de gotera. Había sus categorías.
Pero resulta que González Franco era hidalgo de pura cepa según manifestaban los documentos que traía. Antes de salir de España, el 12 de febrero de 1569, en Usagre levantó una información sobre la nobleza de su familia y se le declaró limpio de toda mala raza. El 6 de febrero de 1571, el rey Felipe II le concedió la merced de que: ni él ni nadie de sus ascendientes podía ser preso, por ningún delito, en las cárceles públicas, sino que cumplirían en sus respectivos domicilios el arresto correspondiente y con las guardias necesarias.

## 250 años después
Gracias a esta real merced concedida a González Franco, doña María de la Concepción Perera era una de sus lejanas descendientes, y la linajuda dama natural y vecina de la ciudad de Carora (Venezuela), en los días de la guerra de la Independencia, la gentil matrona (como era del bando patriota venezolano) se libró de ir a las cárceles realistas, exhibiendo la gracia real que le había sido otorgada en Usagre a su ilustre antepasado.